# Пермяков, Яков
Я́ков Пермяко́в (XVII век — 1712) — русский мореход, промышленник и исследователь.
В 1710 году, плавая от реки Лена к Колыме, обнаружил неизвестный до тех пор остров Большой Ляховский, а также несколько из Медвежьих островов. В 1712 году участвовал в качестве вожа в отправленной якутским воеводой Дорофеем Траурнихтом экспедиции во главе с казаком Меркурием Вагиным, которая зимой перебралась по льду с мыса Святой Нос на остров Большой Ляховский. Экспедиция прошла на собаках от устья реки Яны до Большого Ляховского и обследовала его.
При повторной попытке Вагина посетить Новосибирские острова, намечавшейся на 1713 год, Вагин, его сын, Яков Пермяков и ещё один человек были убиты взбунтовавшимися казаками отряда.